# Castlevania Legends
Castlevania Legends é o terceiro e último jogo da série Castlevania lançado para Game Boy. Foi lançado no Japão em 27 de novembro de 1997, e na América do Norte em 11 de março de 1998.

## Jogabilidade
O jogador controla a personagem chamada Sonia Belmont, começando com três vidas, que quando perdidas o jogo termina; mas um jogador pode continuar do começo do último estágio que ele esteve. Existe também uma tabela que sumariza quantos golpes, quanto de dano e quantos inimigos o jogador derrotou. O jogo não faz uso de armas secundárias, ao contrário da maioria dos jogos de Castlevania, dependendo bastante do uso de magia, a qual é uma característica única. O sistema de magias usado depende de cinco "Soul Weapons", que incluem Fogo, Gelo, Santo, Vento e Mágico. Corações podem ser usados para adquirir novas armas. Sonia também pode entrar no modo "Burning Mode", onde ela se torna invencível, move-se mais rápido e possui ataques mais poderosos, embora este modo só possa ser usado uma vez por vida ou estágio.

## Enredo
A história começa na Transilvânia no ano de 1450. Sonia Belmont, que foi a primeira Belmont (não na cronologia oficial da série) a enfrentar o Dracula. Sonia nasceu com um dom sobrenatural que permitia que ela enxergassem seres das trevas que pessoas comuns não conseguiam ver. Aparentemente, seu avô tinha este mesmo dom, e decidiu treiná-la no uso do chicote, para que um dia ela pudesse enfrentar estas criaturas. Aos 17 anos, Sonia conheceu e se apaixonou por Alucard, que tramava a morte do próprio pai, o Conde Dracula, por não concordar com o reinado de terror que este impunha aos habitantes da Transilvânia. Um dia, Alucard partiu e Sonia decidiu ela mesma invadir o castelo do vampiro e enfrentá-lo. Em certo ponto do jogo, Alucard enfrenta Sonia, com o pretexto de que ele não deixará ela prosseguir, pois é muito perigoso — a menos que ela o derrote e mostre do que é capaz. Após ser derrotado, Alucard entra voluntariamente em torpor e Sonia parte para destruir Dracula. Após a derrota de Dracula, ele jura a Sonia que enquanto o mal existir no mundo, ele será ressuscitado; ela responde jurando que a sua família irá sempre derrotá-lo. No fim do jogo, Sonia dá à luz Trevor, herói de Dracula's Curse, dando, enfim, um começo à história.

## Recepção
A IGN classificou o jogo como um clássico cult feito para o sistema Game Boy, apesar das limitações do portátil. A GameSpy classificou a música como "desapontante", já que os dois jogos anteriores da série para o Game Boy foram bem elogiados por sua música. Tim Turi, da Game Informer, achou que o jogo deixou a desejar, principalmente comparado com Castlevania: Symphony of the Night.
O produtor veterano da série Castlevania, Koji Igarashi, retirou o jogo da linha cronológica principal da série pois ele entrava em conflito com a cronologia dos outros jogos principais. Igarashi afirmou que "Legends continua sendo uma vergonha para a série. Se ao menos o time de desenvolvimento tivesse recebido orientações do time original..."